# هیگینزویل (ویرجینیای غربی)
هیگینزویل (به انگلیسی: Higginsville) یک منطقهٔ مسکونی در ایالات متحده آمریکا است که در شهرستان همپشر، ویرجینیای غربی واقع شده‌است.